# Attone (torrente)
L'Attone è un torrente della provincia di Perugia a regime eterno, lungo 35.6 km.

## Descrizione
Nasce nel Comune di Castel Ritaldi. Attraversa dopo i comuni di Montefalco e di Bevagna. Dopo aver ricevuto diversi fossi da sinistra idrografica (Fosso della Cannella, Fosso Castelbuono, il Rio dell'acqua Rossa e il Fosso Pisciarello) e uno da destra idrografica (Fosso di Anasso), si getta nel Timia, a sua volta affluente del fiume Topino. Va ricordato comunque che tutti questi fossi sono, per la maggior parte dell'anno, secchi. Le sue acque, per quanto riguarda la pulizia, vanno migliorando sempre più man mano che il torrente si avvicina alla foce: in località Torre del Colle, la qualità rilevata dall'ARPA è "sufficiente", a Cantalupo "buona", e dopo il paese "elevata".
La sua portata è molto variabile, con buona corrente nei mesi invernali e autunnali, grazie al contributo di alcuni ruscelli che scendono dai rilievi a ovest del torrente; con portata molto minore durante i mesi estivi visto che i fossi che vi confluiscono sono secchi. Il suo affluente più importante è il fosso Pisciarello che nasce a confine tra il territorio bevanate e quello gualdese, confluisce nel torrente poco a sud del guado pesciarella (2km a sud della frazione della Torre del Colle).
L'unico affluente del torrente di destra idrografica è il Fosso Anasso che si congiunge all'Attone nei pressi del "Mulino dell'Attone", Il fosso nasce nei pressi di Villa Mongali, nel versante orientale del gruppo collinare di Montefalco che si conclude alla Torre del Colle.
Il Rio dell'Acqua Rossa ha una portata simile al Pisciarello, si immette nel torrente poco a nord della confluenza del Pisciarello con l'Attone.
Il fosso Castelbuono e della Cannella sono i due affluenti che si immettono nel torrente poco prima dell'abitato di Cantalupo dopo aver disceso i rilievi che da Gualdo Cattaneo giungono a Bettona.
Il torrente giunge nei pressi della frazione montefalchese di Casale per poi entrare in una valle più stretta, scorrendo ai piedi di Gaglioli (frazione di Bevagna), giunge poi alla Torre del Colle per poi scorrere all'interno dell'abitato di Cantalupo con argini artificiali.